# Little Jilliby
Little Jilliby är en del av en befolkad plats i Australien. Den ligger i kommunen Wyong Shire och delstaten New South Wales, i den sydöstra delen av landet, omkring 70 kilometer norr om delstatshuvudstaden Sydney.
Närmaste större samhälle är Gorokan, omkring 13 kilometer öster om Little Jilliby. 
I omgivningarna runt Little Jilliby växer i huvudsak städsegrön lövskog. Runt Little Jilliby är det ganska tätbefolkat, med 172 invånare per kvadratkilometer. Genomsnittlig årsnederbörd är 1 286 millimeter. Den regnigaste månaden är februari, med i genomsnitt 201 mm nederbörd, och den torraste är juli, med 36 mm nederbörd.